# 灰木瘤粉蝨
灰木瘤粉蝨（学名：Tuberaleyrodes bobuae）为粉蝨科瘤粉蝨屬下的一个种。